# William, Duke of Gloucester

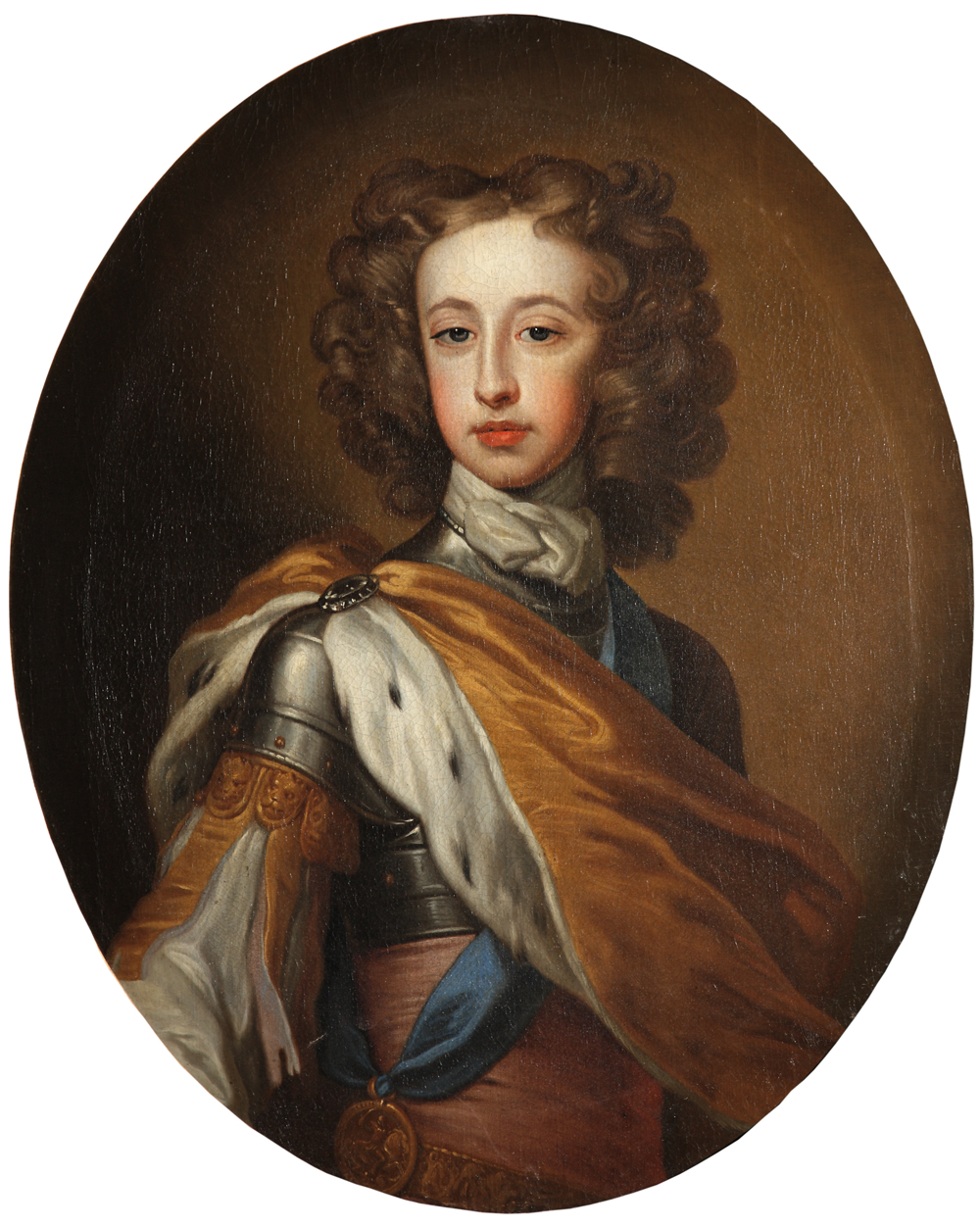
Bildnis Williams von Godfrey Kneller um 1700

William, Duke of Gloucester (* 24. Juli 1689 im Hampton Court Palace, London; † 30. Juli 1700 im Windsor Castle, Windsor (Berkshire)) war ein englischer Thronfolger.
Er war der einzige Sohn von Prinzessin Anne, der späteren (ab 1702) Königin von England und Schottland (und ab 1707 ersten Königin des Königreiches Großbritannien) und des Prinzen Georg von Dänemark, der das Kleinkindalter überlebte und die Thronfolge des Hauses Stuart hätte sichern können. War seine Mutter die letzte Stuart-Königin, so gehörte sein Vater − und damit auch er − im dynastischen Mannesstamm dem dänischen Hauptzweig des Hauses Oldenburg an; aufgrund seines frühen Todes kam diese Dynastie allerdings nie auf den britischen Thron, denn seine Mutter wurde vom Haus Hannover beerbt.
William war allerdings entwicklungsverzögert, hatte epileptische Anfälle und einen Hydrozephalus. Noch vor dem Herrschaftsantritt seiner Mutter starb er im Alter von elf Jahren an einer Infektionskrankheit, möglicherweise den Pocken. Sein Leichnam wurde in der Kapelle Heinrichs VII. in der Westminster Abbey bestattet. Sein Tod nötigte das englische Parlament, die Thronfolge rechtsverbindlich festzulegen, um zu verhindern, dass es wieder einen katholischen König geben würde. Dies geschah mit dem Act of Settlement im Jahr 1701.
Seit Geburt führte er den Höflichkeitstitel Duke of Gloucester; sein früher Tod kam einer offiziellen Verleihung dieses Titels jedoch zuvor. Am 6. Januar 1696 wurde er als Knight Companion in den Hosenbandorden aufgenommen.